# Айрян, Геворг Арменакович
Геворг Арменакович Айрян (арм. Գևորգ Արմենակի Հայրյան, 18 сентября 1913, Цав, Кавказское наместничество — 8 ноября 1999) — армянский советский писатель.

## Биография
Родился в 1913 году в селе Цав ныне Капанского района Армении.
С 1922 года жил в Александрополе, окончив среднюю школу, работал на текстильной фабрике.
Получил журналистское образование (1932), работал в Аштаракской областной газете начальником отдела, ответственным секретарем, а затем редактором. Первые его поэтические эксперименты были опубликованы в газете «Манацагортс». С 1935 по 1938 год учился в Москве, сотрудничал в редакции газеты «Советская Армения».
Член Союза писателей СССР с 1939 года. Член КПСС 1939 года. С 1940 по 1941 год работал в ЦК Коммунистической партии Армении начальником отдела печати. В 1941 году призван в Красную армию.
Участник Великой Отечественной войны
В 1949 году окончил Московскую высшую партийную школу. До 1954 года он был собственным корреспондентом «Правды» в Армении, с 1954 по 1961 год возглавлял отдел пропаганды и агитации ЦК КПСС, в 1961—1966 сотрудник Министерства высшего и среднего специального образования СССР.
Доктор филологических наук, профессор (1969).
С 1967 по 1979 год был председателем Государственного комитета кинематографии Армении, с 1979 года директор издательства «Советский писатель». С 1949 по 1975 год (с перерывами) читал лекции в Ереванском государственном университете, где с 1962 по 1971 год возглавлял кафедру журналистики.
Член Союза кинематографистов Армянской ССР (данные на 1 марта 1981 года).

## Фильмография
Выступил автором сценариев ряда фильмов: «Это о великой правде» (1968), «Сильва Капутикян» (1978), «Председатель Революционного комитета» (1977).

## Память

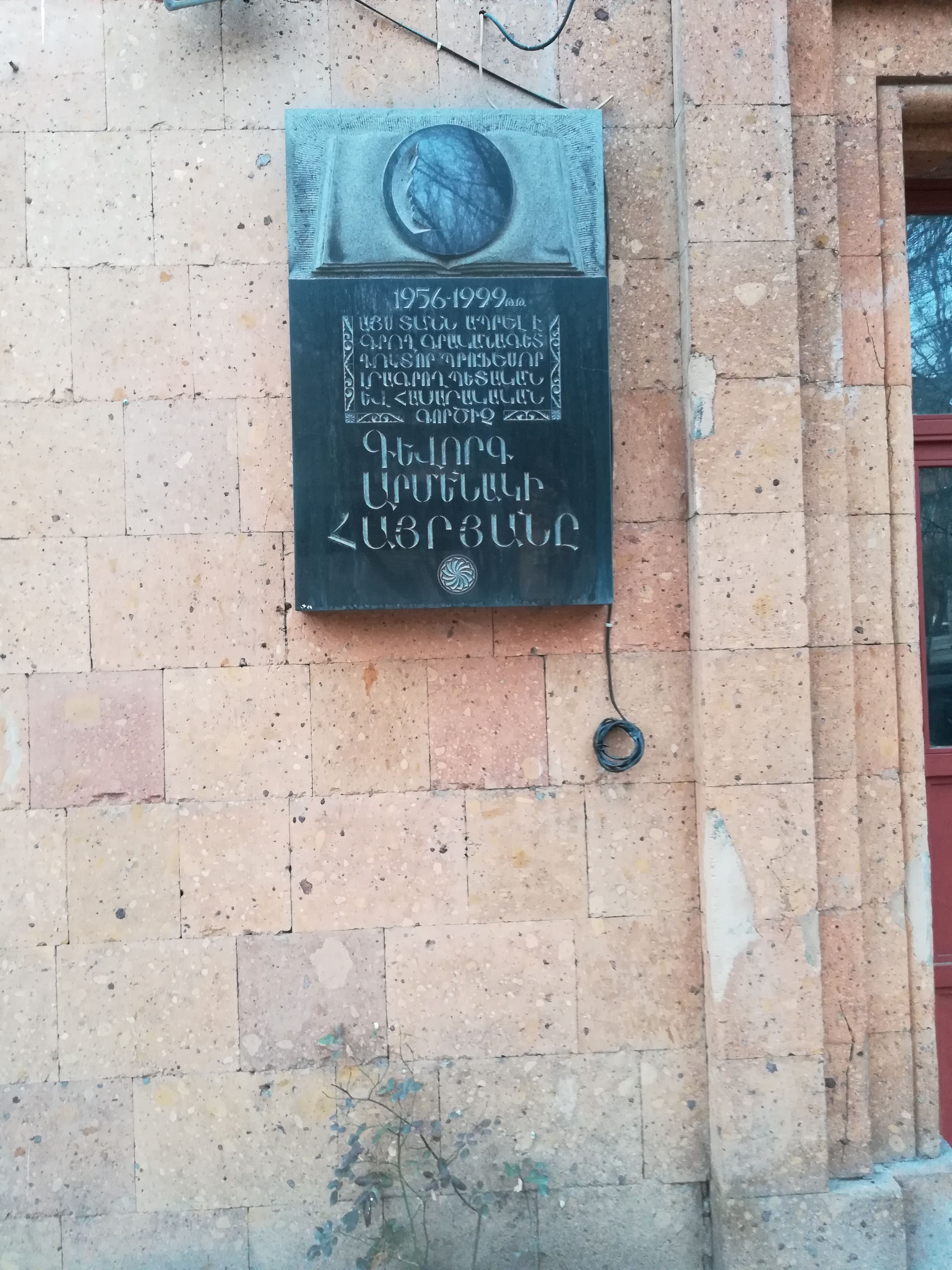
Мемориальная доска в Ереване. Ул. Таманяна, 1

Мемориальная доска в Ереване. Ул. Таманяна, 1.